# Salome - danserskan
Salome - danserskan (engelska: Salome) är en amerikansk episk film från 1953 i regi av William Dieterle. Även om handlingen är baserad på en berättelse ur Nya Testamentet så följer inte filmen den bibliska texten. I huvudrollerna ses Rita Hayworth, Stewart Granger och Charles Laughton. I övriga roller märks Judith Anderson, Cedric Hardwicke, Alan Badel och Basil Sydney.

## Rollista i urval
- Rita Hayworth - Prinsessan Salome
- Stewart Granger - Commander Claudius
- Charles Laughton - Kung Herodes
- Judith Anderson - Drottning Herodias
- Sir Cedric Hardwicke - Tiberius Caesar
- Alan Badel - Johannes Döparen
- Basil Sydney - Pontius Pilatus
- Maurice Schwartz - Ezra, kungens rådgivare
- Arnold Moss - Micha, drottningens rådgivare